# Amazonas (1943)
Amazonas (A-1) – brazylijski niszczyciel z okresu „zimnej wojny”, jedna z sześciu jednostek typu Acre. Okręt został zwodowany 29 listopada 1943 roku w stoczni Arsenal de Marinha do Rio de Janeiro na Ilha das Cobras, a do służby w Marinha do Brasil wszedł w listopadzie 1949 roku. Jednostka została skreślona z listy floty w 1973 roku.

## Projekt i budowa
„Amazonas” był jednym z sześciu bliźniaczych niszczycieli typu Acre, zbudowanych w Brazylii w miejsce zarekwirowanych przez Wielką Brytanię po wybuchu II wojny światowej sześciu jednostek typu H. Okręt został zbudowany według oryginalnego brytyjskiego projektu stoczni Thornycroft, z tą jednak różnicą, że system napędowy, uzbrojenie i wyposażenie miało być produkcji USA. Inna niż w pierwowzorze siłownia spowodowała również zmiany w wyglądzie zewnętrznym jednostki, przejawiające się m.in. w użyciu jednego komina zamiast dwóch. Sylwetka okrętu stała się tym samym podobna do amerykańskich niszczycieli typu Gridley. Długi, dziewięcioletni czas budowy jednostki spowodowany był zarówno brakami materiałowymi, jak też innymi trudnościami spowodowanymi toczącą się wojną.
Niszczyciel zamówiony został w końcu 1939 roku w stoczni Arsenal de Marinha do Rio de Janeiro, położonej na wyspie Ilha das Cobras w Rio de Janeiro. Stępkę okrętu położono 20 lipca 1940 roku, a zwodowany został 29 listopada 1943 roku. Niszczyciel otrzymał nazwę pochodzącą od rzeki Amazonki.

## Dane taktyczno-techniczne
„Amazonas” był dużym niszczycielem, z typowym dla tej klasy okrętów uzbrojeniem i wyposażeniem. Długość całkowita wynosiła 98,5 metra (97,5 m na konstrukcyjnej linii wodnej), szerokość 10,7 metra i średnie zanurzenie 2,59 metra (maksymalne 3,3 m). Wyporność standardowa wynosiła 1340 ton, a pełna 1800 ton. Okręt napędzany był przez dwie turbiny parowe Westinghouse z przekładniami redukcyjnymi o łącznej mocy 45 000 koni mechanicznych (KM), do których parę dostarczały trzy kotły wodnorurkowe Babcock & Wilcox. Dwuśrubowy układ napędowy pozwalał osiągnąć maksymalną prędkość 36 węzłów (marszowa wynosiła 20 węzłów). Energię elektryczną wytwarzały dwa turbogeneratory Westinghouse o napięciu 450 V i mocy 204 KM. Okręt zabierał 450 ton mazutu, co zapewniało zasięg maksymalny 6000 mil morskich przy prędkości ekonomicznej 15 węzłów.
Okręt był uzbrojony w cztery pojedyncze działa uniwersalne kal. 127 mm Mark 21/30 L/38 (jedno na pokładzie dziobowym, jedno w superpozycji na nadbudówce dziobowej, jedno na pokładzie rufowym i jedno na nadbudówce rufowej, także w superpozycji). Broń przeciwlotniczą stanowiły dwa działka Bofors kal. 40 mm Mark 1 L/56 (1 x II) oraz cztery pojedyncze działka Oerlikon kal. 20 mm Mark 4 L/70. Uzbrojenie uzupełniały: dwa poczwórne aparaty torpedowe kal. 533 mm oraz dwa miotacze bomb głębinowych K Mark 6 i dwie zrzutnie bomb głębinowych Mark 3 i Mark 4. Wyposażenie radioelektroniczne obejmowało dwa radary obserwacji okrężnej (SF-1 i VJ-1), system kierowania ogniem Mk 33 Mod 38, urządzenia naprowadzania kierunku Mk-T Mod 2 dla dział 127 mm i sonar QCR-1.
Załoga okrętu składała się ze 150 oficerów, podoficerów i marynarzy.

## Służba
„Amazonas” został wcielony do służby w Marinha do Brasil 10 listopada 1949 roku. Jednostka otrzymała numer taktyczny A-1. 31 stycznia 1953 roku okręt wszedł w skład 2. Dywizjonu 1. Eskadry Niszczycieli. W tym czasie zmieniono jego numer burtowy na D-12. W latach 1957–1958 niszczyciel poddano modernizacji: usunięto jedną armatę kal. 127 mm i dwa działka Oerlikon kal. 20 mm, montując w zamian podwójne stanowisko działek kal. 40 mm (na podstawie Mark 1 Mod 6); zamieniono też poczwórne aparaty torpedowe na dwa potrójne Mark 14 Mod 12. Unowocześniono również wyposażenie radioelektroniczne, wymieniając m.in. dwa radary obserwacji okrężnej (na AN/SPS-4 i AN/SPS-6C z IFF), a także dodając radar kierowania ogniem artyleryjskim Mk 28 dla systemu kierowania ogniem Mk 33 Mod 38 i dwa urządzenia naprowadzania kierunku Mk 51 dla dział kal. 40 mm. W rezultacie tych zmian wyporność okrętu wzrosła do 1450 ton (standardowa) i 2180 ton (bojowa). W listopadzie 1960 roku jednostka wzięła udział w międzynarodowych ćwiczeniach „Unitas I”. W 1963 roku dokonano reorganizacji struktury brazylijskiej marynarki, w wyniku której „Amazonas” znalazła się w składzie 21 Dywizjonu 2 Eskadry Niszczycieli. Od 18 marca do 19 kwietnia 1966 roku okręt wraz z bliźniaczymi niszczycielami „Acre” i „Araguari” uczestniczył w rejsie szkoleniowym, a w roku 1971 wziął udział w ćwiczeniach „Unitas XII”. Jednostka została skreślona z listy floty w 1973 roku.